# Sessa Aurunca
Sessa Aurunca község (comune) Olaszország Campania régiójában, Caserta megyében. 

## Fekvése

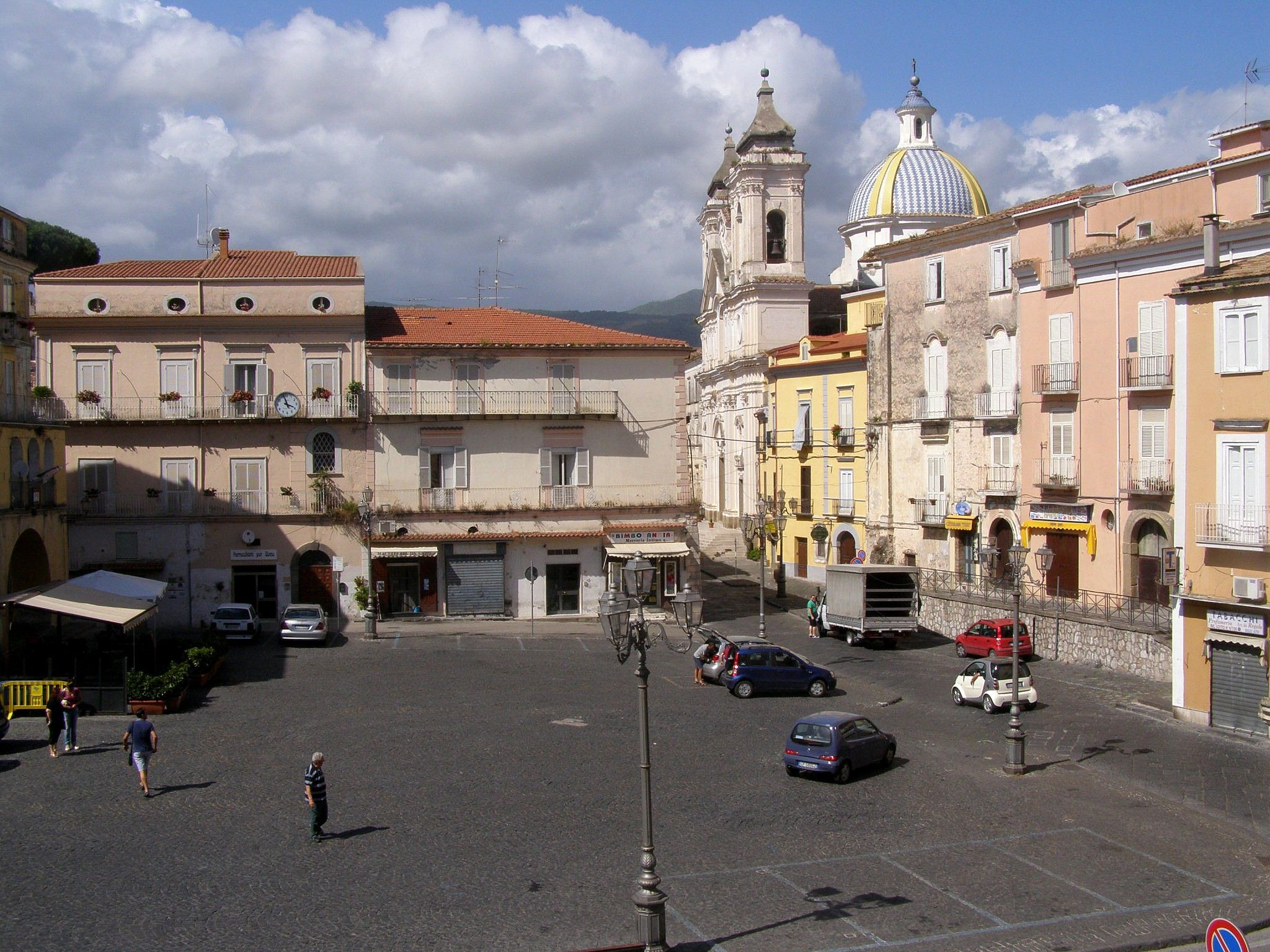
Sessa Aurunca központja

A megye északnyugati részén fekszik, Caserta városától 27  km-re északnyugati irányban, a Monte Santa Croce lejtőin, az antik Suessa Aurunca település helyén. Határai: Carinola, Castelforte, Cellole, Falciano del Massico, Galluccio, Minturno, Mondragone, Rocca d’Evandro, Roccamonfina, Santi Cosma e Damiano és Teano.

## Története
Az ókorban az auruncusok legfontosabb települése volt. Őket i. e. 337-ben a sidicinusok űzték el. I. e. 313-ban a római kolónia lett Suessa Aurunca név alatt, és egyike volt azon római városoknak, amelynek saját pénzverési joga volt. Az 5. századtól püspöki székhely. A 7. századtól a capuai hercegek birtoka lett. A következő századokban nemesi birtok volt. A 19. században nyerte el önállóságát, amikor a Nápolyi Királyságban felszámolták a feudalizmust.

## Népessége
A népesség alakulása:

## Főbb látnivalói
A településen számos, elsősorban római régészeti lelet található, amelyek közül a legfigyelemreméltóbb a huszonegy árkádos kőhíd romja.
Katedrálisát 1103-ban építették román stílusban. Padlóját mozaikok díszítik, melyen mór hatások észlelhetők. A portálja fölött Szent Péter és Szent Pál életének mozzanatait ábrázoló domborművek láthatók. 